# Rodzina piratów
Rodzina piratów (org. Famille Pirate, 1999–2000) – francusko-kanadyjsko-niemiecki serial animowany opowiadający o rodzinie piratów, która mieszka na wyspie wraz z innymi mieszkańcami. Co dzień pirat Wiktor Mac Bernic poszukuje skarbów, które są ukryte na wyspie, ale przeszkadza mu w tym jego sąsiad Albert Derekin wraz z jego rodziną. Na dodatek jego syn jest zakochany w Krewetce, czyli córce Wiktora.
Światowa premiera serialu miała miejsce 4 września 1999 roku na francuskim kanale France 3. Ostatni odcinek został wyemitowany 13 października 2004 roku. W Polsce premiera serialu odbyła się 19 czerwca 2000 roku na antenie Canal+ i był emitowany do 24 lipca 2000 roku. W późniejszym czasie serial emitowany był także na kanale ZigZap od maja 2005 roku do lipca 2006 roku. Od 1 września 2014 roku serial jest emitowany na kanale Stopklatka TV. Od 1 lipca 2015 roku serial emitowany jest również w paśmie Bajkowa TVS na kanale TVSilesia, a emisja przypada na ostatnie 30 minut pasma.
Animacja drugiego sezonu powstała w Orange Studio Reklamy w Bielsku-Białej.

## Wersja polska
Opracowanie wersji polskiej: na zlecenie Canalu+ (odc. 1-26) / ZigZapa (odc. 27-40) – Start International Polska

Reżyseria:
- Ewa Złotowska (odc. 1-26),
- Dariusz Dunowski (odc. 27-40)

Tłumaczenie: Zuzanna Fuksiewicz (odc. 7-8)

Dialogi polskie:
- Maria Etienne (odc. 7-8),
- Katarzyna Wojsz-Saaid (odc. 1-2, 5-6, 14-15, 18-19, 22, 24-26, 35-40),
- Anna Niedźwiecka-Galińska (odc. 9-10, 13, 16-17, 20-21, 27-34),
- Olga Latek (odc. 3-4, 11-12, 23)

Dźwięk i montaż:
- Hanna Makowska (odc. 1-34),
- Janusz Tokarzewski (odc. 35-40)

Kierownictwo produkcji: Paweł Araszkiewicz

Udział wzięli:
- Mariusz Leszczyński – Mac Bernic
- Izabela Dąbrowska – Lucylla
- Elżbieta Bednarek – Omułek
- Agnieszka Kunikowska – Krewetka
- Artur Kaczmarski – Albert Derekin
- Anna Gornostaj – Penelopa (odc. 1-26)
- Joanna Węgrzynowska –
  - Penelopa (odc. 31, 33, 35, 37-38),
  - Rosa Maria (odc. 33, 38)
- Tomasz Bednarek –
  - Chińczyk (odc. 7, 18),
  - Herkules (odc. 9, 15-16, 22, 24, 26, 30, 37-38, 40),
  - Robinson (odc. 29),
  - Kalmar (odc. 32, 40),
  - Aldo (odc. 33),
  - Kid Creole (odc. 35),
  - naczelnik poczty (odc. 36)
- Ilona Kuśmierska – Rose Maria (odc. 1-26)
- Izabella Dziarska-Müldner – Maria Rose (odc. 1-26)
- Wojciech Paszkowski – Baryła
- Janusz Wituch – Szprot
- Mirosław Zbrojewicz – Sardyna
- Arkadiusz Jakubik –
  - Omar (odc. 1),
  - instruktor (odc. 2)
- Tomasz Marzecki –
  - sędzia (odc. 2, 11-12),
  - Węgorz (odc. 3)
- Marek Frąckowiak –
  - komornik (odc. 2),
  - Karp (odc. 3),
  - herszt (odc. 4),
  - Dziara Joe (odc. 14),
  - sędzia (późniejsze odcinki)
- Anna Apostolakis –
  - babcia (odc. 4, 14, 18-19, 20-21, 23-24, 26),
  - Madame Kabuła (odc. 5, 24, 35),
  - matka Baryły (odc. 8),
  - Panna Kaszalot (odc. 14, 16, 18-19, 21, 24, 31, 33, 36, 38, 40),
  - Marinella (odc. 17),
  - szefowa Lucylli (odc. 30),
  - Maria Rosa (odc. 33, 38),
  - pracowniczka Pirackiego Urzędu Zatrudnienia (odc. 39)
- Iwona Rulewicz –
  - Narzeczona Chińczyka (odc. 7),
  - Lola/Mary Lou (odc. 1-26)
- Zbigniew Konopka –
  - Olaf (odc. 7, 10-11, 16, 18, 26),
  - Helmut von Knedel (odc. 10),
  - funkcjonariusz policji pirackiej (odc. 12),
  - Karol (odc. 13)
- Cynthia Kaszyńska –
  - Agentka Mulda (odc. 8),
  - Adelajda (odc. 13)
- Piotr Bajor –
  - Agent Skuler (odc. 8),
  - Pijawa (odc. 11),
  - Rozkaz (odc. 16)
- Jerzy Mazur –
  - Arturo Banzetti (odc. 6),
  - Harpia Trupia Główka (odc. 12),
  - Strzępiel (odc. 17, 21)
- Andrzej Gawroński –
  - funkcjonariusz policji pirackiej (odc. 12),
  - Obdartus (odc. 18)
- Marek Robaczewski –
  - papuga sędziego,
  - Robinson (odc. 14, 19)
- Paweł Iwanicki –
  - Kalmar (odc. 18-19),
  - przedstawiciel firmy Krokochrup (odc. 26)
- Janusz Zadura –
  - Horym (odc. 27),
  - Robinson (odc. 33-34),
  - Chińczyk (odc. 35, 40),
  - Kalmar (odc. 36)
- Cezary Kwieciński –
  - Sajam Soprano (odc. 27),
  - Strzępiel (odc. 31)
- Krystyna Kozanecka –
  - Bulimia (odc. 27),
  - dziecko (odc. 30)
- Anna Sroka –
  - Lola/Mary Lou (odc. 29-30, 32-35, 38, 40),
  - babcia (odc. 33-34),
  - pani komisarz (odc. 36)
- Paweł Szczesny –
  - dziennikarz „Pirackiej polityki” (odc. 32),
  - sędzia (odc. 33, 36, 38)
- Jolanta Wołłejko –
  - babcia (odc. 35, 38),
  - matka Baryły (odc. 39),
  - bibliotekarka (odc. 40)
- Robert Tondera – Mario (odc. 23)
- Jarosław Boberek – Piskorz (odc. 28)
- Robert Wabich – Karp (odc. 28)
- Jacek Jarosz – Mikołaj (odc. 29)
- Joanna Wizmur – Marinella (odc. 30)
- Wojciech Machnicki – Neptunnio (odc. 31)

i inni
Lektor: Wojciech Paszkowski

## Bohaterowie
Rodzina Wiktora
- Wiktor Mac Bernic
- Krewetka Mac Bernic (córka)
- Omułek Mac Bernic (syn)
- Lucylla Mac Bernic (żona Wiktora)

Rodzina Alberta
- Albert Derekin
- Penelopa Derekin (żona Alberta)
- Herkules Derekin (syn Alberta)
- Rose Maria i Maria Rose (córki-bliźniaczki Alberta)

Złoga piracka Wiktora
- Baryła
- Szprot
- Sardyna

Inni
- Robinson

## Spis odcinków
| Nr             | Polski tytuł                   | Francuski tytuł               |
| -------------- | ------------------------------ | ----------------------------- |
|                |                                |                               |
| SERIA PIERWSZA |                                |                               |
|                |                                |                               |
| 01             | Buziak krewetki                | Le baiser de Scampi           |
|                |                                |                               |
| 02             | Licencja                       | Le permis                     |
|                |                                |                               |
| 03             | Długi Alberta                  | La dette d’Irvin              |
|                |                                |                               |
| 04             | Babusia                        | De profundis                  |
|                |                                |                               |
| 05             | Skarb MacBerników              | Le trésor des MacBernick      |
|                |                                |                               |
| 06             | Ciężkie czasy                  | Les vaches maigres            |
|                |                                |                               |
| 07             | Czarna plama                   | La tâche noire                |
|                |                                |                               |
| 08             | Śledztwo                       | Le crime paie                 |
|                |                                |                               |
| 09             | Herkules i krewetka            | Hercule et Scampi             |
|                |                                |                               |
| 10             | Pirat doskonały                | Le cas MacBernik              |
|                |                                |                               |
| 11             | Mecenas Pijawa                 | Salade d’avocats              |
|                |                                |                               |
| 12             | Strażnik Wielkiej Księgi       | Le juge MacBernik             |
|                |                                |                               |
| 13             | Pirackie wczasy                | Vacances pirates              |
|                |                                |                               |
| 14             | Tatuaż                         | Le mystère du cœur tatoué     |
|                |                                |                               |
| 15             | Porwanie Penelopy              | Le rapt de Pénélope           |
|                |                                |                               |
| 16             | Omułek w depresji              | La déprime de Bigorneau       |
|                |                                |                               |
| 17             | Gruba syrena                   | La grosse sirène              |
|                |                                |                               |
| 18             | Drugi koniec lunety            | Le petit bout de la lorgnette |
|                |                                |                               |
| 19             | Mąż swojej żony                | Pirate au foyer               |
|                |                                |                               |
| 20             | Zagubiony skarb                | Cauchemar et Perroquet        |
|                |                                |                               |
| 21             | Królicza afera                 | Le coup du lapin              |
|                |                                |                               |
| 22             | List w butelce                 | Une bouteille à la mer        |
|                |                                |                               |
| 23             | Narzeczony babusi              | Le jules de Mamie             |
|                |                                |                               |
| 24             | Kwarantanna                    | La quarantaine                |
|                |                                |                               |
| 25             | Bunt                           | Les mutins de l’Os à moelle   |
|                |                                |                               |
| 26             | Wyjazd                         | Le départ                     |
|                |                                |                               |
| SERIA DRUGA    |                                |                               |
|                |                                |                               |
| 27             | Księżniczka do wzięcia         | La princesse pirate           |
|                |                                |                               |
| 28             | Pechowy rencista               | Miracle à la Tortue           |
|                |                                |                               |
| 29             | Piracka gwiazdka               | Le Noël des pirates           |
|                |                                |                               |
| 30             | Dziecko na pokładzie           | Bébé à bord                   |
|                |                                |                               |
| 31             | Kryzys wieku średniego         | Coup de jeune                 |
|                |                                |                               |
| 32             | Fortuna nudą się toczy         | L’héritage de La Sardine      |
|                |                                |                               |
| 33             | Złotodajny kokodryl            | Le flaireur d’or              |
|                |                                |                               |
| 34             | Kto ukradł okręt?              | Le vol de l’Os à moelle       |
|                |                                |                               |
| 35             | Show-biznes                    | La vie d’artiste              |
|                |                                |                               |
| 36             | Stres pourazowy                | L’attaque du facteur postal   |
|                |                                |                               |
| 37             | Najdroższy skarb               | Le magot                      |
|                |                                |                               |
| 38             | Rekiny atakują!                | Chère moitié                  |
|                |                                |                               |
| 39             | Takich czterech jak nas trzech | Compression                   |
|                |                                |                               |
| 40             | Złote czasy                    | L’alchimiste                  |
|                |                                |                               |

## Informacje dodatkowe
Serial pojawił po raz pierwszy w maju 2005 w telewizji ZigZap. Początkowo było emitowane 26 odcinków, jednak potem były już wszystkie 40. Serial składa się z 2 trzynastominutowych odcinków. Odcinek świąteczny trwa około 24 minut. Serial po raz ostatni pojawił się w lipcu 2006 roku.